# Polizei (Österreich)

Das Logo des Wachkörpers Bundespolizei

Die Polizei in Österreich besteht aus den Sicherheitsbehörden (Bundesminister für Inneres, Landespolizeidirektionen und Bezirkshauptmannschaften) und den ihnen beigegebenen oder unterstellten Wachkörpern. Wichtigster und größter Wachkörper ist die Bundespolizei, die in ganz Österreich gewöhnliche Polizeiaufgaben erledigt. Sie verfügt über rund 1000 Polizeiinspektionen und etwa 32.000 Mitarbeiter und ist dem Bundesminister für Inneres unterstellt. Sie wurde am 1. Juli 2005 durch Zusammenlegung der vor allem in größeren Städten angesiedelten Bundessicherheitswachekorps und Kriminalbeamtenkorps (umgangssprachlich Polizei genannt) sowie der Bundesgendarmerie gebildet.

## Definitionen

### Polizeibegriff

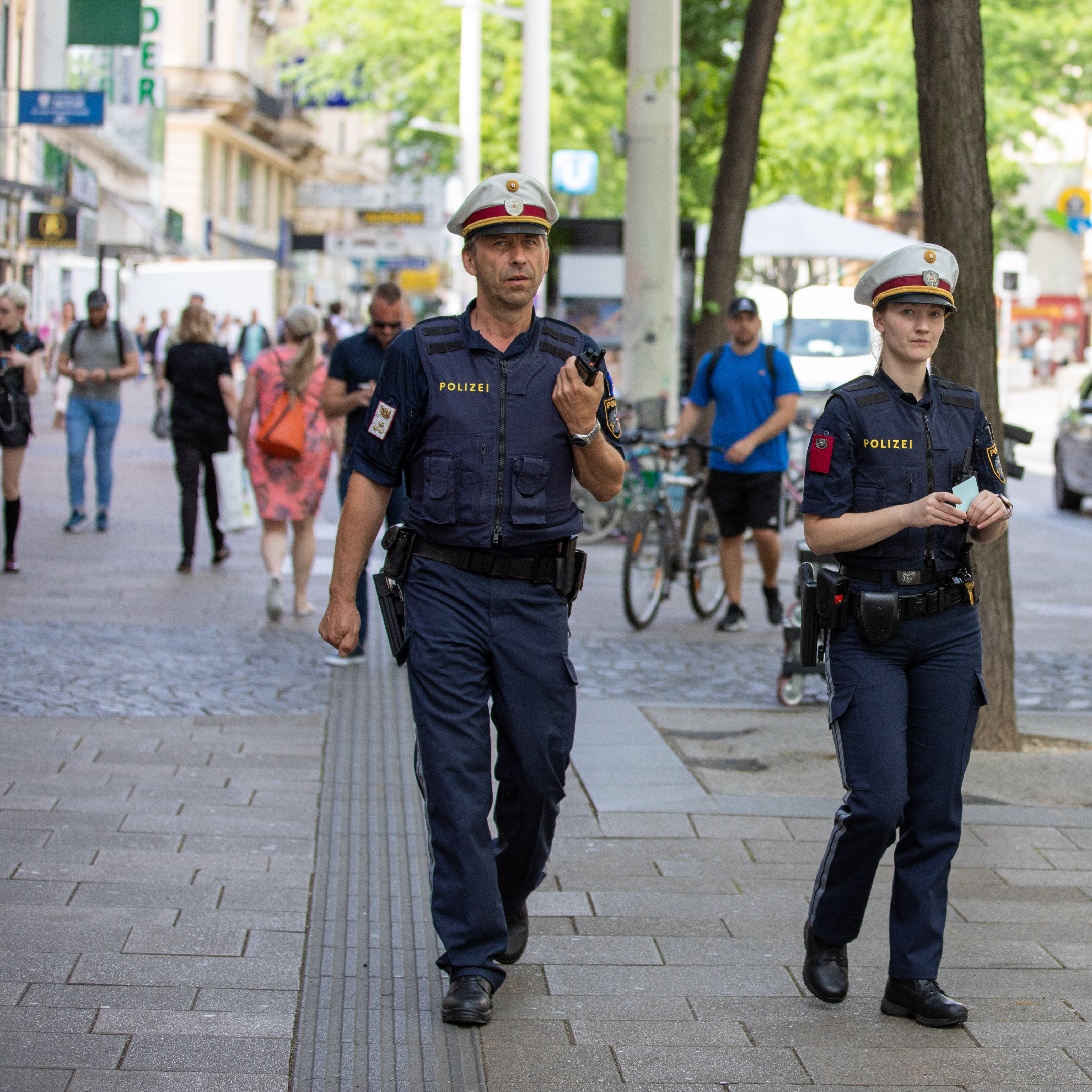
Zwei Beamte auf Fußstreife

Im allgemeinen Sprachgebrauch versteht man unter dem Begriff „Polizei“ in Österreich die Behörden und Organe der Sicherheitsverwaltung. In der Rechtslehre und den Gesetzen bedeutet Polizei aber etwas anderes, nämlich „die hoheitlichen Verwaltungstätigkeiten, die unter Androhung oder Anwendung von Zwang auf die Vorbeugung oder Abwendung von Gefahren oder Störungen abzielen“. Diese Bestimmungen des Begriffs Polizei bezeichnen also keine Behörden oder Organe, sondern eine Tätigkeit.

### Verwaltungspolizei
Der Polizeibegriff kann dadurch näher bestimmt werden, indem man jenen Verwaltungsbereich (Materie) anführt, in dem die Gefahr oder Störung der Ordnung auftritt, wie z. B. Lebensmittelpolizei, Baupolizei, Finanzpolizei usw. Tritt daher die Gefahr oder Störung der Ordnung in einer bestimmten Verwaltungsmaterie auf, spricht man von „Verwaltungspolizei“.

### Sicherheitspolizei
Im § 3 des Sicherheitspolizeigesetzes wird festgelegt, dass die Sicherheitspolizei aus der „Aufrechterhaltung der öffentlichen Ruhe, Ordnung und Sicherheit, ausgenommen die örtliche Sicherheitspolizei, und aus der ersten allgemeinen Hilfeleistungspflicht“ besteht. Dies bedeutet, dass unter Sicherheitspolizei die Abwehr jener Gefahren oder Störungen der Ordnung verstanden werden kann, die nicht einer bestimmten Verwaltungsmaterie zugerechnet werden kann, also allgemeine Gefahren.

### Örtliche Sicherheitspolizei
Das Bundes-Verfassungsgesetz definiert die örtliche Sicherheitspolizei als jenen Teil der Sicherheitspolizei, welcher im „ausschließlichen oder überwiegenden Interesse der in der Gemeinde verkörperten Gemeinschaft gelegen und geeignet ist, durch die Gemeinschaft innerhalb ihrer örtlichen Grenzen besorgt zu werden, wie die Wahrung des öffentlichen Anstandes und die Abwehr ungebührlicherweise störenden Lärmes.“ Die Besorgung der örtlichen Sicherheitspolizei obliegt den Gemeinden im eigenen Wirkungsbereich.

## Geschichte

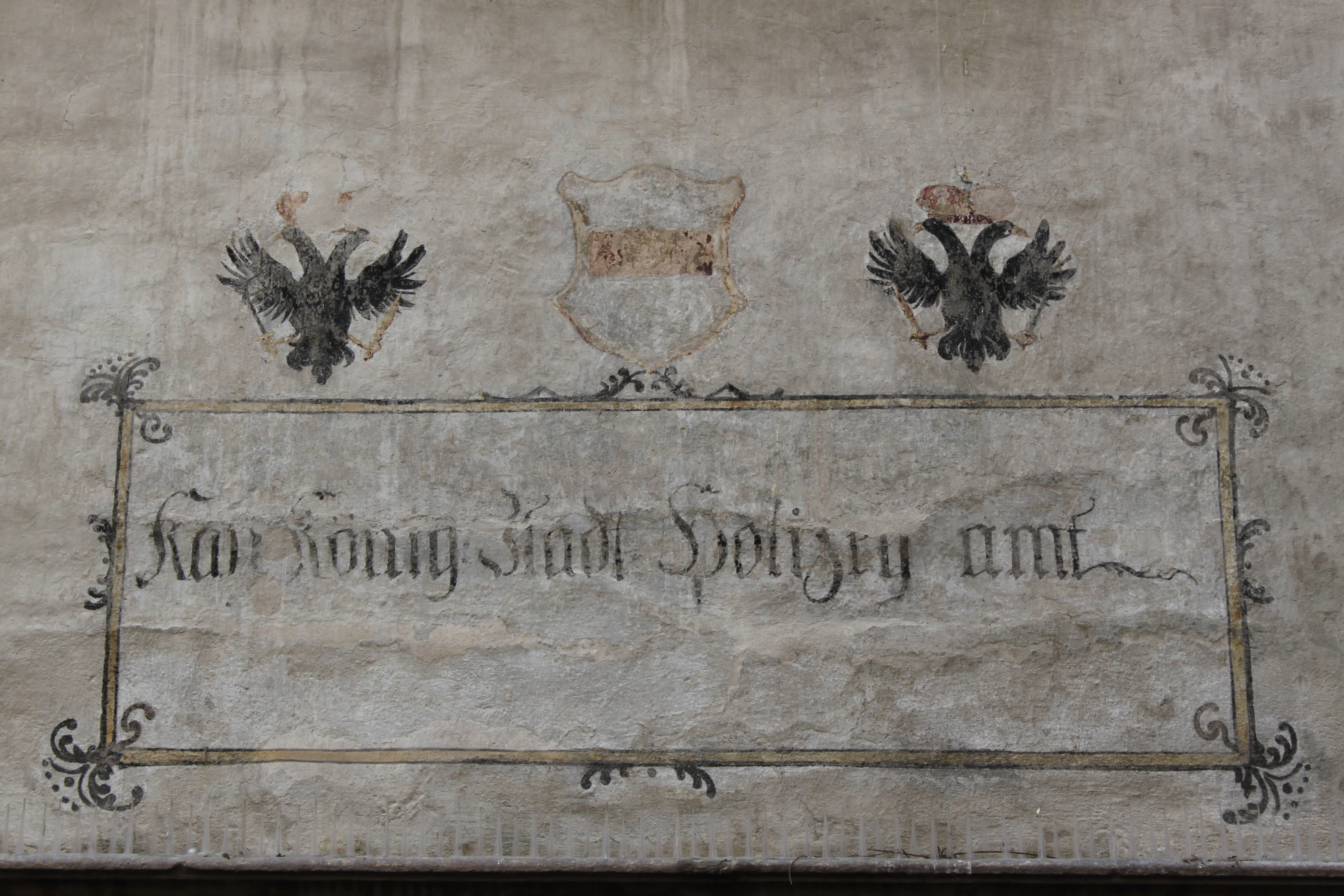
Historische Aufschrift Kay(serlich)-König(liches) Stadt Polizey Amt, Altes Rathaus in Bozen, nach 1815

In den österreichischen Erbländern wurden bereits 1499 durch Maximilian I. mit den „Strafgesetzbüchern für das Land Tirol“ und 1514 mit der „Gerichtsordnung für das Herzogtum Österreich unter der Enns“ Versuche unternommen, eine Vereinheitlichung des damals uneinen Rechtswesens herbeizuführen. Dieses hatte jedoch den Nachteil, dass mangels im Sicherheitswesen geschulter Organe die damals übliche Folter als Mittel der „Wahrheitsfindung“ eingesetzt wurde. Zur Unterstützung der damals geschaffenen Patrimonialgerichte wurden in österreichischen Ländern „Landprofosen“ bestellt, welche aus Hellebardenführern, Schützen und Stockknechten bestanden. Diese bildeten die Gerichtspolizei, mit dem Auftrag, Verbrecher auszuforschen und im Namen der Gerichte den Strafvollzug durchzuführen.
Erst im Jahre 1531 wurde in Wien eine „Tag- und Nachtwacht“ bestellt, welcher der Auftrag zuteilwurde, für die „Ordnung auf den Stadtmauern“ zu sorgen. 1543 wurde diese Wache in eine Tag- und eine Nachtwache geteilt. Im Jahre 1569 erfolgte eine Zusammenziehung der beiden Wachen unter dem Namen „Stadtguardia“. Diese Wache war teils mit Musketen, teils mit Hellebarden bewaffnet. Da diese Einheit dem Hofkriegsrat unterstand, wurde sie als militärische Einheit angesehen. Dies führte zu Unstimmigkeiten zwischen dem Wiener Magistrat und der niederösterreichischen Regierung. Im Jahre 1646 veranlasste die Niederösterreichische Regierung die Aufstellung einer „Rumorwache“, deren Hauptmann der niederösterreichischen Regierung unterstand. Diese Wache, zwar uniformiert und bewaffnet, jedoch eine nichtmilitärische Einheit, bezeichnete sich selbst als „Soldaten“. Dies zog der Rumorwache den Unmut der Stadtguardia zu, die ja tatsächlich als militärische Einheit galt und sich deshalb der Rumorwache überlegen fühlte.
Dieses Nebeneinander der Polizeiwachen führte zu Konflikten, da die Kompetenzen der beiden Wachkörper nicht eindeutig geregelt waren und noch dazu unterschiedlichen Behörden unterstanden. Diese Konflikte gipfelten oft in gegenseitigen Festnahmen und Wiederbefreiungen. Im Jahre 1722 verfügte der Hofkriegsrat die Auflösung der Stadtguardia, welche jedoch erst im Jahre 1741 tatsächlich erfolgte. Die meisten dieser „Stadtguardisten“ wurden in Freikompanien der Armee eingegliedert.
1749 erfolgte im Rahmen der Theresianischen Reformen die Errichtung der ersten staatlichen Polizeibehörde („Polizeikommission“), 1751 die Einstellung landesfürstlicher Sicherheitsorgane („Viertelkommissäre“), 1773 die Errichtung eines Polizeiamtes für Wien und 1775 der Neuaufbau der Wiener Wachkörper. 1776 wurde auch der rechtliche Rahmen durch die sogenannte „Theresianische Polizeiverfassung“ abgesteckt.
Das Revolutionsjahr 1848 bedeutete einen Tiefpunkt des österreichischen Polizeiwesens. Eine Demonstration in Wien im März 1848, welche ohne Sicherung von Polizei oder Militäreinheiten erfolgte, entwickelte eine Eigendynamik mit Sturm auf das Landhaus, Straßenkämpfen mit Toten und Verwundeten und Beraubung von Bürgern. Weder das inzwischen aufgebotene Wiener Bürgermilitär noch die zu spät eingesetzten Polizeieinheiten waren im Stande die Ausschreitungen zu beenden.
Da die zum Feindbild der Bürger gewordene Militär-Polizeiwache längst nicht mehr für die Sicherheit garantieren konnte, wurden neue, militärische Polizeieinheiten geschaffen. Man war wieder da angelangt, was man im Jahre 1741 verhindern wollte – „Vielwachterei“. Die exekutive Tätigkeit dieser Einheiten erbrachte im Hinblick auf die „militärische Vollziehung“ keinen Nutzen für die öffentliche Sicherheit.
Die Einheiten wurden nach und nach dezimiert und die berittene Abteilung sogar ganz aufgelöst, worauf die Kriminalität anstieg. Der Wiener Oktoberaufstand 1848 im Rahmen der bürgerlichen Revolution von 1848 wurde niedergeschlagen, nachdem am 31. Oktober 1848 Feldmarschall Fürst Windischgrätz mit seinen Truppen die Stadt Wien erstürmt hatte.
Im Jahre 1849 gründete Johann Franz Kempen, Freiherr von Fichtenstamm, die Gendarmerie. 1869 wurde das Sicherheitswachekorps geschaffen.
Ab März 1938 wurde der Polizeiapparat nach reichsdeutschem Vorbild umgebaut. SS-Mitglied Otto Steinhäusl, der wegen seines Vorabwissens über den Juliputsch im Gefängnis gesessen war, wurde Polizeipräsident. Polizeibeamte, die den Nationalsozialismus ablehnten, wurden entlassen, pensioniert oder wie Josef Schmirl und Ludwig Bernegger ermordet. Die Rolle der österreichischen Polizei in der Zeit des Nationalsozialismus wird seit 2022 wissenschaftlich untersucht.
Das Ende des Krieges läutete für die Polizei den Beginn einer neuen Personalstruktur ein. So herrschte in den Apriltagen 1945 etwa in Wien auf dem Gebiet der polizeilichen Verwaltung ein völliges Vakuum. Die Polizeiangehörigen hatten sich schon vorher entweder nach dem Westen abgesetzt oder ihr Heil im Wegwerfen der Uniform und Untertauchen in der Anonymität gesucht, sodass beim Einmarsch der Sowjettruppen in Wien keinerlei Polizeidienst mehr existierte.
Zwei Wochen nach der Einnahme
Wiens, am 27. April 1945, konstituierte sich die Regierung Karl Renner, in der Franz Honner (KPÖ) das Amt des Staatssekretärs des Inneren übernahm. Honner, der mit dem vom sowjetischen Stadtkommandanten Generalleutnant Blagodatow am 17. April installierten „Polizeilichen Hilfsdienst“, als dessen Chef der Kommunist Rudolf Hautmann (senior) fungierte, bereits den ersten Ansatz einer neuen Polizeiorganisation vorfand, forcierte selbstverständlich den Einbau von Kommunisten, achtete aber auch darauf, dass im Sinne der Parteienvereinbarungen auch ÖVP- und SPÖ-Angehörige sowie unbelastete parteilose Polizeifachleute zum Zuge kamen. Ebenso erfolgte bald eine Rückkehr von minderbelasteten Beamten und Verwaltungspersonal.
Durch die Zusammenlegung von Bundesgendarmerie, Bundessicherheitswachekorps und dem Kriminalbeamtenkorps am 1. Juli 2005 entstand ein neuer Wachkörper: die österreichische Bundespolizei.
Zum 1. September 2012 wurden im Rahmen der Sicherheitsbehörden-Neustrukturierung die Sicherheitsdirektionen, Bundespolizeidirektionen und Landespolizeikommanden zu je einer Landespolizeidirektion pro Bundesland zusammengelegt.

### Frauen im Polizeidienst
Die erste Frau im Polizeidienst in Wien war Franziska Wessely, die ab 1. Juli 1909 als k.k. Polizeiassistentin für Jugendfürsorge ihren Dienst antrat. Sie wurde im Rahmen der im Februar desselben Jahres neu geschaffenen polizeilichen Jugendfürsorge angestellt, die als eigene Abteilung direkt der Polizeidirektion unterstand. Die Errichtung der Stelle einer Polizeiassistentin war ein Erfolg der Feministinnen des Allgemeinen Österreichischen Frauenvereins, die Anfang 1909 eine entsprechende Petition einbrachten. Zu dieser Zeit waren Frauen vor allem als Sekretärinnen und Schreibkräfte für die Polizei tätig, eine Polizeiassistentin stellte eine Neuerung da. Wesselys Aufgaben waren etwa die Kontrolle der „Aufrechterhaltung der Zucht und Sitte unter den Jugendlichen im Polizeigefangenenhaus“. Zu ihren Klienten zählten weiters jugendliche Obdachlose, „Vaganten“, Bettler und aus der Haft entlassene Jugendliche. Sie war Mittelsperson zwischen Sicherheitsbehörde und privaten wie öffentlichen Fürsorgeeinrichtungen, konnte zu Verhören hinzugezogen werden und sie erhielt die Oberaufsicht über das 1910 eröffnete Polizeijugendheim. 

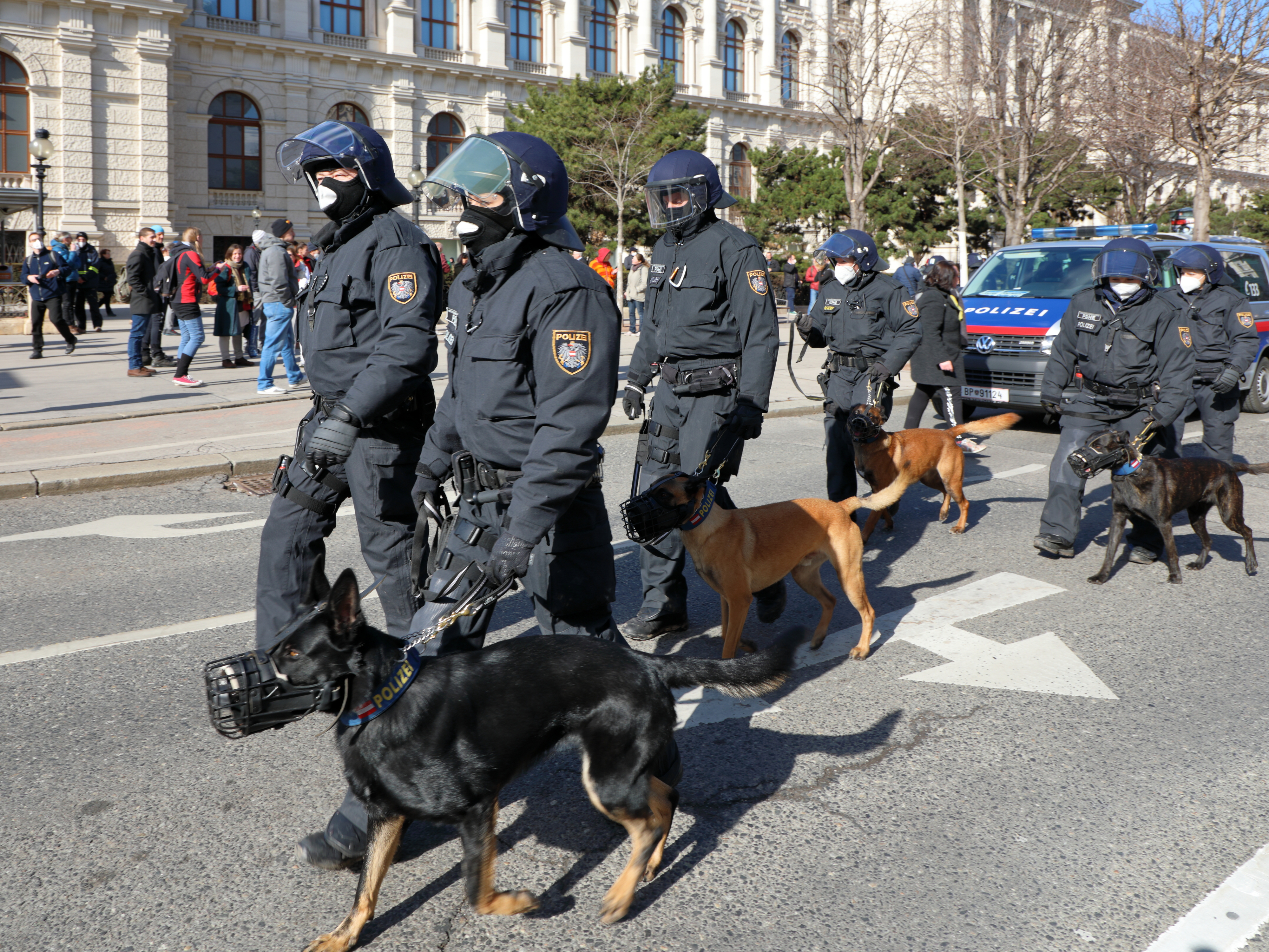
Hundestaffel der Wiener Polizei; teilweise mit Frauen als Hundeführerinnen

 In der Presse ging das Ereignis der ersten Frau im Polizeidienst unter, die gleichzeitige Errichtung der ersten Wiener Diensthundeabteilung weckte mehr Interesse. Lediglich einige Fach- und feministische Zeitschriften nahmen das Thema auf.
1917 wurden wegen der nach dem Ersten Weltkrieg zunehmenden Verwahrlosung von Kindern und Jugendlichen weitere Polizeifürsorgerinnen aufgenommen und die polizeiliche Jugendfürsorge in ein polizeiliches Jugendamt umgewandelt, das ebenso wie die neu eingerichtete Abteilung für die Bekämpfung von Geschlechtskrankheiten und Mädchenhandel dem Referat Polizeifürsorge untergeordnet war. Ab 1928 gehörte auch die neu geschaffene Lebensmüdenstelle zum Aufgabengebiet der Polizeifürsorgerinnen.
Während der Zeit des Nationalsozialismus wurden die Polizeifürsorgerinnen in Weibliche Kriminalpolizei umbenannt. Ihre Aufgaben lagen vor allem in Amtshandlungen mit Frauen und Kindern.
Nach dem Zweiten Weltkrieg wurde die Weibliche Kriminalpolizei aufgelöst und im November 1945 die Fürsorgeabteilung als Institut der Polizeifürsorgerinnen für Jugendliche und gefährdete Frauen wiedererrichtet. Leiterin der Fürsorgeabteilung wurde bis zum Abschluss des Staatsvertrages die kommunistische Widerstandskämpferin und Sozialarbeiterin Anna Grün. Im April 1947 wurde die Jugendpolizei als Teil der kriminalpolizeilichen Abteilung der Bundespolizeidirektion Wien eingerichtet. Ab 1951 gehörten 28 ehemalige Polizeifürsorgerinnen nach Absolvierung des Kriminalbeamtenkurses als Weibliche Kriminalbeamte dem Kriminaldienst an, 1971 waren es 33. Sie erhielten das gleiche Grundgehalt wie ihre männlichen Kollegen, ihr Aufgabenbereich beschränkte sich jedoch auf Amtshandlungen mit Frauen und Kindern sowie die Einleitung von Fürsorgemaßnahmen. Die erste Polizeioffizierin (leitende weibliche Kriminalbeamtin) war Anna Vogel, die ab 1955 Leiterin der Jugendpolizei war.
1965 begann ein zweijähriger Grundausbildungslehrgang für 54 Frauen als Pilotprojekt der Wiener Sicherheitswache. Die Absolventinnen wurden 1967 dem Wachzimmer Stubenring als weibl. prov. SWB zugeteilt und, wie schon Franziska Wessely, als erste Frauen im Polizeidienst gefeiert. Bei gleichem Grundgehalt wie ihre männlichen Kollegen waren sie vorwiegend für die Überwachung des ruhenden Verkehrs zuständig. Aushilfsweise waren sie auch im Verkehrsdienst eingesetzt. Von diesen Polizistinnen fielen jedoch viele nach ihrer Heirat aus, nur wenige blieben bis zu ihrer Pensionierung im Polizeidienst.
Ab 1971 wurden 18- bis 25-jährige Frauen in den Städten nach einer drei Monate dauernden Ausbildung als weibliche Straßenaufsichtsorgane zur Überwachung des ruhenden Verkehrs aufgenommen. Die ersten 34 Politessen wurden in sechs Wiener Bezirken eingesetzt, wo ihre Zahl Anfang der 1980er-Jahre auf etwa 200 anstieg. Ab Dezember 1990 ermöglichte ihnen eine einjährige Ergänzungsausbildung die Aufnahme in den regulären Polizeidienst. Seit 1991 sind Polizistinnen ihren männlichen Kollegen hinsichtlich aller Rechte und Pflichten gleichgestellt. 2015 lag der Frauenanteil bei der Polizei in Wien bei 17 Prozent. 2017 gab es österreichweit 27.255 Polizisten, davon waren 4.248 Frauen (15,59 Prozent).

## Rechtsgrundlagen

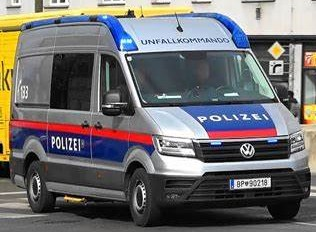
VW Crafter Unfallkommando Bundespolizei Österreich.

### Sicherheitspolizeigesetz
Befugnisse, Rechte und Pflichten der Sicherheitsbehörden sind im Sicherheitspolizeigesetz geregelt. Das Bundesgesetz über die Organisation der Sicherheitsverwaltung und die Ausübung der Sicherheitspolizei wurde im Juli 2005 anlässlich der Zusammenlegung zur Bundespolizei grundlegend novelliert.
Das SPG stellt die rechtliche Grundlage für die Sicherheitsbehörden und deren Organe, also die Polizei dar. Außerdem regelt das SPG die Organisation und Aufgaben der Sicherheitsbehörden und des Wachkörpers Bundespolizei.
Das SPG gliedert sich in 9 Teile, diese wiederum in Hauptstücke und weiters in Abschnitte.
Die 9 Teile beschäftigen sich jeweils mit:
- 1. Teil: Organisation der Sicherheitsverwaltung und Begriffsbestimmungen
- 2. Teil: Aufgaben
- 3. Teil: Befugnisse der Behörden und insbesondere der Polizei
- 4. Teil: Erkennungsdienst und Ermittlungsdienst
- 5. Teil: Haftvollzugsverwaltung
- 6. Teil: Strafbestimmungen
- 7. Teil: besonderer Rechtsschutz
- 8. Teil: Informationspflichten
- 9. Teil: Schlußbestimmungen

### Verordnungen
Mittlerweile wurden zahlreiche Durchführungsverordnungen erlassen. Die wichtigsten und für Polizei und Behörden bedeutendsten sind die:
- Anhalteordnung – AnhO (begründet in § 50 SPG)
- Menschenrechtsbeiratverordnung – MRB-V
- Richtlinien-Verordnung – RLV (begründet in § 31 SPG)
- Sicherheitsakademie-Bildungsverordnung – SIAK-BV
- Sondereinheitenverordnung – SEV (begründet in § 6 SPG)
- Uniformschutzverordnung – USV (begründet in § 83a SPG)

### Geschlechtsspezifische Einstellungsvoraussetzungen
Für Frauen, die sich für den Polizeidienst bewerben, gelten geringere körperliche Leistungsanforderungen. Die Mindestgröße für Frauen im Polizeidienst (163 cm, Männer, 168 cm) wurde wegen Bedenkens der Frauendiskriminierung aufgehoben. Männer müssen den ordentlichen Grundwehr- oder Zivildienst abgeleistet haben (§ 6b ZDG), wobei Zivildiener einen mindestens vierwöchigen Grundwehrdienst nachholen sollen.

## Wachkörper

### Bundespolizei

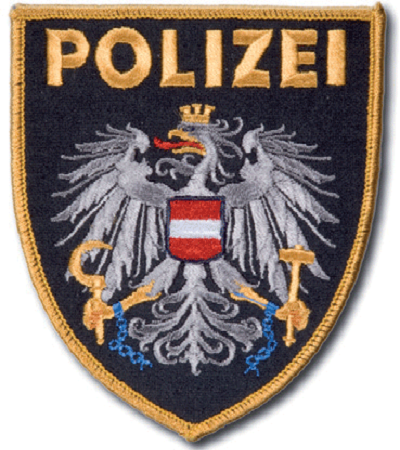
Ärmelabzeichen Bundespolizei

Die Bundespolizei, die dem Bundesminister für Inneres unterstellt ist, ist nach der Polizeireform 2005 in ganz Österreich zuständig und ersetzt die bisherigen Wachkörper Bundesgendarmerie, Bundessicherheitswache und Kriminalbeamtenkorps. Auf Landesebene sind seit 2012 Landespolizeidirektionen eingerichtet, diesen unmittelbar nachgeordnet ist eine entsprechende Anzahl von Bezirks- und Stadtpolizeikommanden. Die Kernaufgaben des Exekutivdienstes werden durch die diesen nachgeordneten Polizeiinspektionen vollzogen.
Der Personalstand der Bundespolizei beträgt ca. 23.000 Beamte, welche in ca. 1.000 Dienststellen ihren Dienst versehen.
Mehrere österreichische Sondereinsatzeinheiten können für Spezialaufgaben herangezogen werden:
- Einsatzabteilung Kranich (1980–2002) Die Einsatzabteilung war eine Sondereinheit zur Sicherung des Flughafens Wien-Schwechat. Der Funkrufname „Kranich“ wird bis heute im SPK Schwechat verwendet.
- Einsatzeinheiten der Landespolizeidirektionen
- Einsatzkommando Cobra
- WEGA

Brustabzeichen Flugpolizei

Auch zur Bundespolizei gehört die Flugpolizei, die österreichweit acht Stützpunkte betreibt und Flugeinsätze im Dienste der Aufrechterhaltung der öffentlichen Ordnung, Ruhe und Sicherheit koordiniert und tätigt.

### Gemeindewachkörper

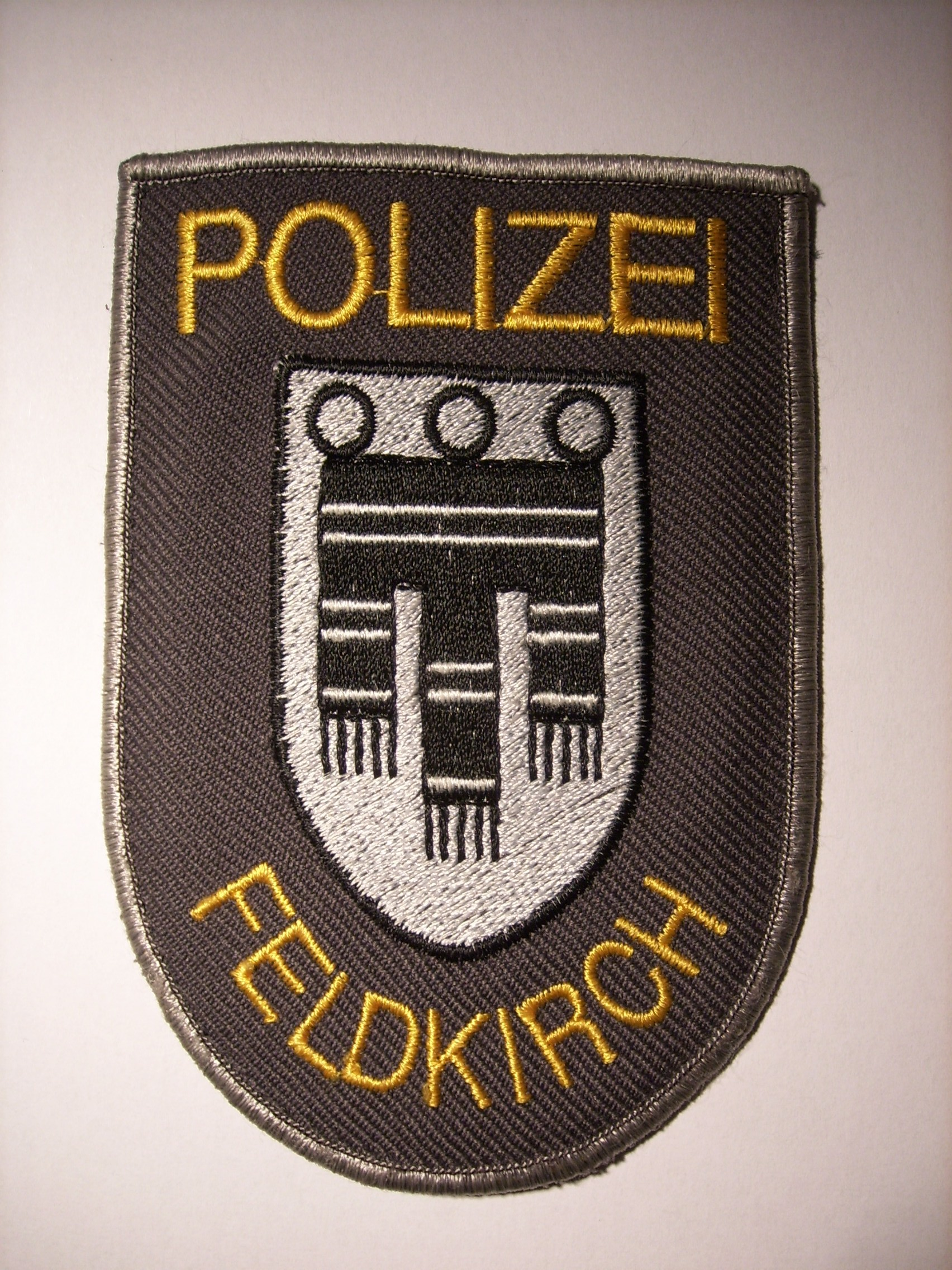
Ärmelabzeichen der Stadtpolizei Feldkirch (veraltet)

Neben der Bundespolizei existieren noch weitere 48 Gemeindewachkörper, die auch als Gemeindesicherheitswachen, örtliche Sicherheits-, Gemeinde- oder Stadtpolizeien bezeichnet werden. Obwohl diese Gemeindewachkörper als Exekutivdienst formal den Bezirksverwaltungsbehörden beigeordnet sind, genießen sie in Wirklichkeit ihnen gegenüber dieselbe Unabhängigkeit wie die Bundespolizei. So untersteht die Gemeindepolizei meist dem Bürgermeister der jeweiligen Gemeinde, dieser trifft Personalentscheidungen und kann Weisungen erteilen. Keine Gemeindewachkörper können in Städten errichtet werden, in denen die Landespolizeidirektion als Sicherheitsbehörde I. Instanz fungiert. Aus diesem Grund sind die Mobile Überwachungsgruppe in Innsbruck (kurz MÜG), die Ordnungswache Graz, die Ordnungswache in Wels und der Ordnungsdienst in Linz (Ordnungsdienst der Stadt Linz GmbH) keine Gemeindewachkörper, sondern besondere Einrichtungen, deren genaue Ausgestaltung und deren Befugnisse sich von Stadt zu Stadt stark unterscheiden.

## Verkehrsmittel
- Fußstreife
- Öffentlicher Verkehr – Freifahrt in Uniform (?)
- Pferde – im Wesentlichen 1869–1950 mit tödlichem Einsatz gegen Demonstranten 1927 und ein breit abgelehnter Versuch einer Wiederbelebung durch Innenminister Herbert Kickl (FPÖ) 2018–2019
- Fahrrad – nach Jahren der Diskussion vor einigen Jahren (wieder?) eingeführt. (In den USA seit etwa 1985.) Mit Stand 31. Juli 2024 gibt es 370 Fahrradpolizisten, die typisch etwa 5 Monate im Jahr (Mai–September) ihren Dienst per Fahrrad versehen. 195 Dienstfahrräder gibt es, darunter 55 E-Bikes. Sie bekommen nun ein Blaulicht. Um 89 Beamte soll aufgestockt werden.[25]
  - Elektrofahrrad
- Moped – bis geschätzt in die 1970er-Jahre in Verwendung
- Motorrad – Weiße Mäuse (Jargon um 1970) zur Begleitung von Staatsbesuchen, Verkehrsüberwachung
- Pkw – VW Käfer (seinerzeit grün oder weiß), VW Golf, Kombis, Großraumkombi zum Unterbringen von Alkomat, Langwaffe, Schutzausrüstung
  - Bürobus für Unfallaufnahme durch Verkehrsunfallkommando – VW-Bus, heute größerer Bus von Mercedes?
  - Verdeckte Fahrzeuge
  - Schnelle Fahrzeuge – für Autobahn und vulgo Cobra
- Mannschaftsbus
- Gepanzertes Landfahrzeug
- Helikopter
- Polizeiboot – Donau, Bodensee, Hafenpolizei
- Unbemannt
  - UAV-Drohne für Video-Überwachung
  - Bombenmanipulator-Landfahrzeug – Entminungsdienst

## Kritik
In den vergangenen Jahren wurde die Arbeit der polizeilichen Institutionen regelmäßig von Menschenrechtsorganisationen wie z. B. Amnesty International bemängelt. Zu den von den Organisationen erhobenen Vorwürfen zählen Diskriminierung, Misshandlung und Folter. So hat das UN-Antifolterkomitee in seinen Empfehlungen für Österreich am 14. Mai 2010 u. a. das „Fehlen einer unabhängigen Einrichtung zur Untersuchung von Fällen der Gewalt und unmenschlichen Behandlung durch die Polizei“ (Empfehlung Nr. 19) kritisiert. Auch wird die Arbeit der Justiz in Verfahren gegen Polizisten als „Kontrollversagen“ kritisiert. Erst seit dem Fall Omofuma gibt es im Innenministerium einen Menschenrechtsbeirat (MRB), ein Gremium aus Beamten, Anwälten, Menschenrechtsprofessoren und Richtern. Der MRB hat zwar keine exekutiven Befugnisse, aber er kann Einsicht in Polizeiakten nehmen, Razzien und Verhaftungen begleiten und öffentlich zugängliche Berichte über Missstände verfassen. Zu den bekanntesten von Organisationen erwähnten Fällen gehören die Fälle Marcus Omofuma, Bakary J., Seibane Wague, Binali Ilter, Nicilae J. und Florian Pirker. In allen diesen Fällen kam es zu Schuldsprüchen gegen Polizisten.
Im November 2015 kritisierte der UN-Ausschuss gegen Folter die österreichische Polizei.
Das Koalitionsübereinkommen der Bundesregierung Nehammer sieht eine neue Behörde vor, die bei Anzeigen wegen Polizeigewalt ermitteln soll.

## Die österreichische Polizei im Kulturleben

### Musik
- Wolfgang Ambros: Polizist[34]
- Falco: Der Kommissar
- Rainhard Fendrich: Es is so fad im Dezernat
- Rainhard Fendrich: Razzia
- Die Hinichen: Jeder Kibara
- Drahdiwaberl: Supersheriff
- Seiler und Speer: Herr Inspektor

### Film und Fernsehen
- Eurocops
- Kommissar Rex
- Kottan ermittelt ist eine satirische österreichische Kriminalfernsehserie, die in den Jahren 1976 bis 1983 gesendet wurde
- Operation Spring (Dokumentarfilm)
- Schnell ermittelt (Fernsehserie)
- SOKO Kitzbühel, SOKO Donau (im ZDF als SOKO Wien)
- Stockinger (Spin-off von Kommissar Rex)
- Tatort
- Trautmann (Spin-off von Kaisermühlen Blues)
- CopStories
- Void
- Cops